# Eisschnelllauf-Einzelstreckenweltmeisterschaften 2001
Die 6. Einzelstreckenweltmeisterschaften wurden vom 9. bis 11. März 2001 im Utah Olympic Oval im US-amerikanischen Salt Lake City ausgetragen.

## Teilnehmende Nationen
- 123 Sportler aus 18 Nationen nahmen an der Meisterschaft teil

| Teilnehmende Nationen                         | Teilnehmende Nationen                   | Teilnehmende Nationen              | Teilnehmende Nationen               | Teilnehmende Nationen       |
| --------------------------------------------- | --------------------------------------- | ---------------------------------- | ----------------------------------- | --------------------------- |
| Österreich Belgien Kanada Volksrepublik China | Finnland Frankreich Deutschland Italien | Japan Kasachstan Südkorea Lettland | Niederlande Norwegen Polen Russland | Schweden Vereinigte Staaten |

## Sieger
- Zeigt die drei Medaillenplätze der einzelnen Distanzen

### Frauen
| Distanz       | Gold                      | Silber                    | Bronze              |
| ------------- | ------------------------- | ------------------------- | ------------------- |
| 2 × 500 Meter | Catriona LeMay-Doan       | Monique Garbrecht-Enfeldt | Swetlana Schurowa   |
| 1.000 Meter   | Monique Garbrecht-Enfeldt | Sabine Völker             | Catriona LeMay-Doan |
| 1.500 Meter   | Anni Friesinger           | Maki Tabata               | Cindy Klassen       |
| 3.000 Meter   | Gunda Niemann-Stirnemann  | Anni Friesinger           | Claudia Pechstein   |
| 5.000 Meter   | Gunda Niemann-Stirnemann  | Claudia Pechstein         | Maki Tabata         |

### Männer
| Distanz       | Gold               | Silber             | Bronze              |
| ------------- | ------------------ | ------------------ | ------------------- |
| 2 × 500 Meter | Hiroyasu Shimizu   | Jeremy Wotherspoon | Casey Fitzrandolph  |
| 1.000 Meter   | Jeremy Wotherspoon | Ådne Søndrål       | Sergei Klewtschenja |
| 1.500 Meter   | Ådne Søndrål       | Derek Parra        | Erben Wennemars     |
| 5.000 Meter   | Bob de Jong        | Carl Verheijen     | Gianni Romme        |
| 10.000 Meter  | Carl Verheijen     | Bob de Jong        | Vadim Sajutin       |

## Wettbewerbe

### Frauen

#### 2 × 500 Meter
- Die Zeiten beider 500 m Läufe in Sekunden, werden addiert und ergeben die Gesamtpunktzahl

| Platz | Name                      | Land        | 1. Lauf 500 Meter | 2. Lauf 500 Meter | Gesamt- punkte |
| ----- | ------------------------- | ----------- | ----------------- | ----------------- | -------------- |
| 1     | Catriona LeMay-Doan       | Kanada      | 37,43 (1)         | 37,29 (1)         | 74,72          |
| 2     | Monique Garbrecht-Enfeldt | Deutschland | 37,71 (3)         | 37,49 (2)         | 75,20          |
| 3     | Swetlana Schurowa         | Russland    | 37,69 (2)         | 37,55 (3)         | 75,24          |
| 4     | Sabine Völker             | Deutschland | 37,72 (4)         | 37,62 (4)         | 75,34          |
| 5     | Andrea Nuyt               | Niederlande | 38,37 (8)         | 37,98 (5)         | 76,35          |
| 6     | Yukari Watanabe           | Japan       | 38,39 (9)         | 38,13 (6)         | 76,52          |
| 7     | Susan Auch                | Kanada      | 38,36 (7)         | 38,19 (8)         | 76,55          |
| 8     | Sayuri Ōsuga              | Japan       | 38,40 (10)        | 38,18 (7)         | 76,58          |
| 9     | Marianne Timmer           | Niederlande | 38,34 (6)         | 38,29 (10)        | 76,63          |
| 10    | Tomomi Okazaki            | Japan       | 38,31 (5)         | 38,35 (11)        | 76,66          |
|       |                           |             |                   |                   |                |
| 13    | Jenny Wolf                | Deutschland | 38,59 (13)        | 38,65 (14)        | 77,24          |
| 21    | Emese Hunyady             | Österreich  | 39,38 (22)        | 39,23 (20)        | 78,61          |

#### 1.000 Meter
| Platz | Name                      | Land               | Zeit    |
| ----- | ------------------------- | ------------------ | ------- |
| 1     | Monique Garbrecht-Enfeldt | Deutschland        | 1:14,13 |
| 2     | Sabine Völker             | Deutschland        | 1:14,14 |
| 3     | Catriona LeMay-Doan       | Kanada             | 1:14,50 |
| 4     | Chris Witty               | Vereinigte Staaten | 1:14,59 |
| 5     | Anni Friesinger           | Deutschland        | 1:14,75 |
| 6     | Swetlana Schurowa         | Russland           | 1:15,16 |
| 7     | Cindy Klassen             | Kanada             | 1:15,27 |
| 8     | Marianne Timmer           | Niederlande        | 1:15,36 |
| 9     | Jennifer Rodriguez        | Vereinigte Staaten | 1:15,44 |
| 10    | Aki Tonoike               | Japan              | 1:15,49 |

#### 1.500 Meter
| Platz | Name                      | Land                | Zeit    |
| ----- | ------------------------- | ------------------- | ------- |
| 1     | Anni Friesinger           | Deutschland         | 1:54,58 |
| 2     | Maki Tabata               | Japan               | 1:54,76 |
| 3     | Cindy Klassen             | Kanada              | 1:55,08 |
| 4     | Renate Groenewold         | Niederlande         | 1:55,68 |
| 5     | Jennifer Rodriguez        | Vereinigte Staaten  | 1:55,78 |
| 6     | Song Li                   | Volksrepublik China | 1:55,79 |
| 7     | Barbara de Loor           | Niederlande         | 1:55,83 |
| 8     | Chris Witty               | Vereinigte Staaten  | 1:56,05 |
| 9     | Natalja Poloskowa-Koslowa | Russland            | 1:56,25 |
| 10    | Warwara Baryschewa        | Russland            | 1:56,32 |
|       |                           |                     |         |
| 14    | Marion Wohlrab            | Deutschland         | 1:58,00 |
| 15    | Emese Hunyady             | Österreich          | 1:58,04 |
| 19    | Emese Dörfler-Antal       | Österreich          | 2:00,04 |

#### 3.000 Meter
| Platz | Name                     | Land                | Zeit    |
| ----- | ------------------------ | ------------------- | ------- |
| 1     | Gunda Niemann-Stirnemann | Deutschland         | 4:00,34 |
| 2     | Anni Friesinger          | Deutschland         | 4:01,98 |
| 3     | Claudia Pechstein        | Deutschland         | 4:02,13 |
| 4     | Cindy Klassen            | Kanada              | 4:02,41 |
| 5     | Maki Tabata              | Japan               | 4:03,74 |
| 6     | Barbara de Loor          | Niederlande         | 4:04,56 |
| 7     | Renate Groenewold        | Niederlande         | 4:05,64 |
| 8     | Warwara Baryschewa       | Russland            | 4:05,73 |
| 9     | Jennifer Rodriguez       | Vereinigte Staaten  | 4:06,63 |
| 10    | Song Li                  | Volksrepublik China | 4:07,01 |
|       |                          |                     |         |
| 21    | Emese Dörfler-Antal      | Österreich          | 4:18,23 |

#### 5.000 Meter
| Platz | Name                     | Land        | Zeit    |
| ----- | ------------------------ | ----------- | ------- |
| 1     | Gunda Niemann-Stirnemann | Deutschland | 6:52,44 |
| 2     | Claudia Pechstein        | Deutschland | 6:58,11 |
| 3     | Maki Tabata              | Japan       | 7:05,49 |
| 4     | Renate Groenewold        | Niederlande | 7:06,53 |
| 5     | Wieteke Cramer           | Niederlande | 7:09,29 |
| 6     | Lyudmila Prokasheva      | Kasachstan  | 7:09,42 |
| 7     | Kristina Groves          | Kanada      | 7:10,52 |
| 8     | Eriko Seo                | Japan       | 7:12,16 |
| 9     | Tonny de Jong            | Niederlande | 7:13,60 |
| 10    | Nami Nemoto              | Japan       | 7:13,86 |
|       |                          |             |         |
| 11    | Daniela Anschütz         | Deutschland | 7:19,01 |

### Männer

#### 2 × 500 Meter
- Die Zeiten beider 500 m Läufe in Sekunden, werden addiert und ergeben die Gesamtpunktzahl

| Platz | Name                | Land               | 1. Lauf 500 Meter | 2. Lauf 500 Meter | Gesamt- punkte |
| ----- | ------------------- | ------------------ | ----------------- | ----------------- | -------------- |
| 1     | Hiroyasu Shimizu    | Japan              | 34,64 (1)         | 34,32 (1)         | 68,96          |
| 2     | Jeremy Wotherspoon  | Kanada             | 34,77 (2)         | 34,52 (2)         | 69,29          |
| 3     | Casey Fitzrandolph  | Vereinigte Staaten | 35,04 (5)         | 34,72 (3)         | 69,76          |
| 4     | Manabu Horii        | Japan              | 34,92 (3)         | 34,90 (5)         | 69,82          |
| 5     | Lee Kyu-hyeok       | Südkorea           | 35,23 (8)         | 34,84 (4)         | 70,07          |
| 6     | Sergei Klewtschenja | Russland           | 35,23 (8)         | 35,00 (8)         | 70,23          |
| 7     | Toyoki Takeda       | Japan              | 35,03 (4)         | 35,21 (10)        | 70,24          |
| 8     | Joey Cheek          | Vereinigte Staaten | 35,28 (11)        | 34,98 (7)         | 70,26          |
| 9     | Mike Ireland        | Kanada             | 35,48 (15)        | 34,94 (6)         | 70,42          |
| 10    | Janne Hänninen      | Finnland           | 35,21 (6)         | 35,23 (12)        | 70,44          |
|       |                     |                    |                   |                   |                |
| 19    | Andreas Behr        | Deutschland        | 35,64 (19)        | 35,53 (22)        | 71,17          |

#### 1.000 Meter
| Platz | Name                | Land               | Zeit    |
| ----- | ------------------- | ------------------ | ------- |
| 1     | Jeremy Wotherspoon  | Kanada             | 1:08,28 |
| 2     | Ådne Søndrål        | Norwegen           | 1:08,50 |
| 3     | Sergei Klewtschenja | Russland           | 1:08,59 |
| 4     | Lee Kyu-hyeok       | Südkorea           | 1:08,61 |
| 5     | Gerard van Velde    | Niederlande        | 1:08,70 |
| 6     | Erben Wennemars     | Niederlande        | 1:08,76 |
| 7     | Yūsuke Imai         | Japan              | 1:08,78 |
| 8     | Sean Ireland        | Kanada             | 1:08,86 |
| 9     | Casey Fitzrandolph  | Vereinigte Staaten | 1:09,10 |
| 10    | Jan Bos             | Niederlande        | 1:09,24 |
|       |                     |                    |         |
| 14    | Michael Künzel      | Deutschland        | 1:09,78 |

#### 1.500 Meter
| Platz | Name                          | Land               | Zeit    |
| ----- | ----------------------------- | ------------------ | ------- |
| 1     | Ådne Søndrål                  | Norwegen           | 1:46,10 |
| 2     | Derek Parra                   | Vereinigte Staaten | 1:46,20 |
| 3     | Erben Wennemars               | Niederlande        | 1:46,22 |
| 4     | Alexander Kibalko             | Russland           | 1:46,42 |
| 5     | Yūsuke Imai                   | Japan              | 1:46,94 |
| 6     | Vadim Sajutin Petter Andersen | Russland Norwegen  | 1:46,99 |
| 8     | Hiroyuki Noake                | Japan              | 1:47,04 |
| 9     | Sergei Zybenko                | Kasachstan         | 1:47,14 |
| 10    | KC Boutiette                  | Vereinigte Staaten | 1:47,30 |
|       |                               |                    |         |
| 14    | Christian Breuer              | Deutschland        | 1:48,47 |
| 19    | Jörg Dallmann                 | Deutschland        | 1:49,30 |

#### 5.000 Meter
| Platz | Name                 | Land               | Zeit    |
| ----- | -------------------- | ------------------ | ------- |
| 1     | Bob de Jong          | Niederlande        | 6:19,58 |
| 2     | Carl Verheijen       | Niederlande        | 6:22,43 |
| 3     | Gianni Romme         | Niederlande        | 6:25,00 |
| 4     | Vadim Sajutin        | Russland           | 6:25,60 |
| 5     | Keiji Shirahata      | Japan              | 6:26,04 |
| 6     | Frank Dittrich       | Deutschland        | 6:28,34 |
| 7     | Lasse Sætre          | Norwegen           | 6:29,54 |
| 8     | KC Boutiette         | Vereinigte Staaten | 6:31,93 |
| 9     | Alexander Kibalko    | Russland           | 6:32,56 |
| 10    | Dustin Molicki       | Kanada             | 6:33,56 |
|       |                      |                    |         |
| 16    | Rayk Fritzsche       | Deutschland        | 6:35,50 |
| 20    | Alexander Baumgärtel | Deutschland        | 6:39,42 |

#### 10.000 Meter
| Platz | Name                 | Land        | Zeit     |
| ----- | -------------------- | ----------- | -------- |
| 1     | Carl Verheijen       | Niederlande | 13:12,49 |
| 2     | Bob de Jong          | Niederlande | 13:13,81 |
| 3     | Vadim Sajutin        | Russland    | 13:17,83 |
| 4     | Frank Dittrich       | Deutschland | 13:19,09 |
| 5     | Lasse Sætre          | Norwegen    | 13:19,33 |
| 6     | Keiji Shirahata      | Japan       | 13:19,92 |
| 7     | Jochem Uytdehaage    | Niederlande | 13:23,02 |
| 8     | Bart Veldkamp        | Belgien     | 13:32,81 |
| 9     | Øystein Grødum       | Norwegen    | 13:33,53 |
| 10    | Stian Bjørge         | Norwegen    | 13:38,75 |
|       |                      |             |          |
| 13    | Alexander Baumgärtel | Deutschland | 13:47,44 |
| 16    | Knut Morgenstern     | Deutschland | 13:57,07 |

## Gesamt
Die Medaillen im Teamwettbewerb fließen als einzelne Medaille in die Nationenwertung und in die Rangliste als eine Medaille je Starter ein
- Platz: Gibt die Reihenfolge der Athleten wieder. Diese wird durch die Anzahl der Goldmedaillen bestimmt. Bei gleicher Anzahl werden die Silbermedaillen verglichen, danach die Bronzemedaillen
- Name: Nennt den Namen des Athleten
- Land: Nennt das Land, für das der Athlet startete
- Gold: Nennt die Anzahl der gewonnenen Goldmedaillen
- Silber: Nennt die Anzahl der gewonnenen Silbermedaillen
- Bronze: Nennt die Anzahl der gewonnenen Bronzemedaillen
- Gesamt: Nennt die Anzahl aller gewonnenen Medaillen

### Top Ten
- Die Top Ten zeigt die Zehn erfolgreichsten Sportler (Frauen/Männer)

| Platz | Name                      | Land        | Gold | Silber | Bronze | Gesamt |
| ----- | ------------------------- | ----------- | ---- | ------ | ------ | ------ |
| 1.    | Gunda Niemann-Stirnemann  | Deutschland | 2    | 0      | 0      | 2      |
| 2.    | Jeremy Wotherspoon        | Kanada      | 1    | 1      | 0      | 2      |
| 2.    | Monique Garbrecht-Enfeldt | Deutschland | 1    | 1      | 0      | 2      |
| 2.    | Bob de Jong               | Niederlande | 1    | 1      | 0      | 2      |
| 2.    | Carl Verheijen            | Niederlande | 1    | 1      | 0      | 2      |
| 2.    | Ådne Søndrål              | Norwegen    | 1    | 1      | 0      | 2      |
| 7.    | Catriona LeMay-Doan       | Kanada      | 1    | 0      | 1      | 2      |
| 8.    | Aki Tonoike               | Japan       | 1    | 0      | 0      | 1      |
| 8.    | Hiroyasu Shimizu          | Japan       | 1    | 0      | 0      | 1      |
| 10.   | Claudia Pechstein         | Deutschland | 0    | 1      | 1      | 2      |
| 10.   | Maki Tabata               | Japan       | 0    | 1      | 1      | 2      |

### Nationenwertung
- Die Nationenwertung zeigt die erfolgreichsten Nationen (Frauen/Männer)

| Platz | Land               | Gold | Silber | Bronze | Gesamt |
| ----- | ------------------ | ---- | ------ | ------ | ------ |
| 1.    | Deutschland        | 3    | 4      | 1      | 8      |
| 2.    | Niederlande        | 2    | 2      | 2      | 6      |
| 3.    | Kanada             | 2    | 1      | 2      | 5      |
| 4.    | Japan              | 2    | 1      | 1      | 4      |
| 5.    | Norwegen           | 1    | 1      | 0      | 2      |
| 6.    | Vereinigte Staaten | 0    | 1      | 1      | 2      |
| 7.    | Russland           | 0    | 0      | 3      | 3      |

### Frauen

#### Rangliste
- Die Rangliste zeigt die erfolgreichsten Sportlerinnen der Einzelstrecken-WM

| Platz | Name                      | Land        | Gold | Silber | Bronze | Gesamt |
| ----- | ------------------------- | ----------- | ---- | ------ | ------ | ------ |
| 1.    | Gunda Niemann-Stirnemann  | Deutschland | 2    | 0      | 0      | 2      |
| 2.    | Monique Garbrecht-Enfeldt | Deutschland | 1    | 1      | 0      | 2      |
| 3.    | Catriona LeMay-Doan       | Kanada      | 1    | 0      | 1      | 2      |
| 4.    | Aki Tonoike               | Japan       | 1    | 0      | 0      | 1      |
| 5.    | Claudia Pechstein         | Deutschland | 0    | 1      | 1      | 2      |
| 5.    | Maki Tabata               | Japan       | 0    | 1      | 1      | 2      |
| 7.    | Anni Friesinger           | Deutschland | 0    | 1      | 0      | 1      |
| 7.    | Sabine Völker             | Deutschland | 0    | 1      | 0      | 1      |
| 9.    | Cindy Klassen             | Kanada      | 0    | 0      | 1      | 1      |
| 9.    | Swetlana Schurowa         | Russland    | 0    | 0      | 1      | 1      |

#### Nationenwertung
- Die Nationenwertung zeigt die erfolgreichste Nationen (Frauen)

| Platz | Land        | Gold | Silber | Bronze | Gesamt |
| ----- | ----------- | ---- | ------ | ------ | ------ |
| 1.    | Deutschland | 3    | 4      | 1      | 8      |
| 2.    | Japan       | 1    | 1      | 1      | 3      |
| 3.    | Kanada      | 1    | 0      | 2      | 3      |
| 4.    | Russland    | 0    | 0      | 1      | 1      |

### Männer

#### Rangliste
- Die Rangliste zeigt die erfolgreichsten Sportler der Einzelstrecken-WM

| Platz | Name                | Land               | Gold | Silber | Bronze | Gesamt |
| ----- | ------------------- | ------------------ | ---- | ------ | ------ | ------ |
| 1.    | Jeremy Wotherspoon  | Kanada             | 1    | 1      | 0      | 2      |
| 1.    | Bob de Jong         | Niederlande        | 1    | 1      | 0      | 2      |
| 1.    | Carl Verheijen      | Niederlande        | 1    | 1      | 0      | 2      |
| 1.    | Ådne Søndrål        | Norwegen           | 1    | 1      | 0      | 2      |
| 5.    | Hiroyasu Shimizu    | Japan              | 1    | 0      | 0      | 1      |
| 6.    | Derek Parra         | Vereinigte Staaten | 0    | 1      | 0      | 1      |
| 7.    | Erben Wennemars     | Niederlande        | 0    | 0      | 1      | 1      |
| 7.    | Gianni Romme        | Niederlande        | 0    | 0      | 1      | 1      |
| 7.    | Sergei Klewtschenja | Russland           | 0    | 0      | 1      | 1      |
| 7.    | Vadim Sajutin       | Russland           | 0    | 0      | 1      | 1      |
| 7.    | Casey Fitzrandolph  | Vereinigte Staaten | 0    | 0      | 1      | 1      |

#### Nationenwertung
- Die Nationenwertung zeigt die erfolgreichste Nationen (Männer)

| Platz | Land               | Gold | Silber | Bronze | Gesamt |
| ----- | ------------------ | ---- | ------ | ------ | ------ |
| 1.    | Niederlande        | 2    | 2      | 2      | 6      |
| 2.    | Kanada             | 1    | 1      | 0      | 2      |
| 2.    | Norwegen           | 1    | 1      | 0      | 2      |
| 4.    | Japan              | 1    | 0      | 0      | 1      |
| 5.    | Vereinigte Staaten | 0    | 1      | 1      | 2      |
| 6.    | Russland           | 0    | 0      | 2      | 2      |